# Dypsis lutescens
Dypsis lutescens (palma de frutos de oro, palma areca, o palmera bambú) es una especie tropical de palmera originaria de Madagascar y utilizada como planta ornamental.

## Descripción
Es una palmera de pequeño a mediano tamaño  que puede superar varios metros de altura, con ramificaciones desde la base. Regularmente mide de 1.5m a 3m de alto, pero puede llegar a medir hasta 6m dependiendo de las ramificaciones que tenga. Las hojas son arqueadas, miden de 2-3m de largo, y pinnadas, con 20-60 pares de foliolos. Produce frutos amarillentos que se tornan negruzcos y flores blancas.
Se le llama palmera bambú por su semejanza con el bambú, por sus ramificaciones anilladas.

## Cultivo
Dyspsis lutescens se ha introducido en varias regiones del mundo por su gran adaptabilidad, puede resistir el pleno sol o la semisombra, aunque se recomienda la semisombra. Puede ser cultivada en interiores o en exteriores.
La dypsis lutescens es apropiada para climas cálidos y puede resistir heladas ligeras de hasta -2 °C. Para su cultivo se requiere de un ambiente húmedo, evitando encharcamientos en el sustrato.
Se cultiva como planta ornamental, haciéndola una de las plantas de interior más populares.

## Ecología
En su área de distribución esta planta actúa como un proveedor de frutas para algunas aves que se alimentan de la especie de forma oportunista, como las especies Pitangus sulphuratus, Coereba flaveola y Thraupis sayaca en Brasil.

## Cuidados
Una planta de 2 metros de altura transpirará por sus hojas en 24 horas una media de 1 litro de agua, por lo que podemos deducir que es exigente en cuanto al agua de riego. Siempre ha de mantenerse el cepellón húmedo, aunque sin excesos. Este alto índice de transpiración, unido a la capacidad de eliminar las toxinas del aire (CO2 entre otras). Así es habitual que las puntas de las hojas adquieran tonos marrones, pero esto no implica un decaimiento de la areca, simplemente es señal de que no tiene la suficiente humedad ambiental. Para evitar las puntas marrones hay que pulverizar las hojas con regularidad. Es una muy buena planta para interiores no expuestos al sol.
Para mantener la areca con la suficiente humedad en tierra es recomendable cultivarla en una hidrojardinera, o en tiesto con el orificio de drenaje en el lateral a unos centímetros de la base para albergar una capa de piedras o rocas volcánicas. 

### Exposición a la Luz
Requiere exposiciones luminosas sin sol directo. De no poseer suficiente luz, la planta tiende a debilitarse.

### Trasplante
En primavera, con sumo cuidado de no dañar las raíces.

### Temperatura ideal
18-25 °C

### Temperatura mínima
7-11 °C

## Taxonomía
Dypsis lutescens fue descrita por (H.Wendl.) Beentje & J.Dransf. y publicado en Palms of Madagascar 212. 1995
Sinonimia
- Chrysalidocarpus lutescens H.Wendl., Bot. Zeitung (Berlín) 36: 171 (1878).
- Areca flavescens Voss, Vilm. Blumengärtn. ed. 3, 1: 1153 (1895).
- Chrysalidocarpus baronii var. littoralis Jum. & H.Perrier, Ann. Inst. Bot.-Géol. Colon. Marseille, III, 1(1): 35 (1913).
- Chrysalidocarpus glaucescens Waby, Bull. Misc. Inform. Kew 1923: 376 (1923).[5]

## Galería

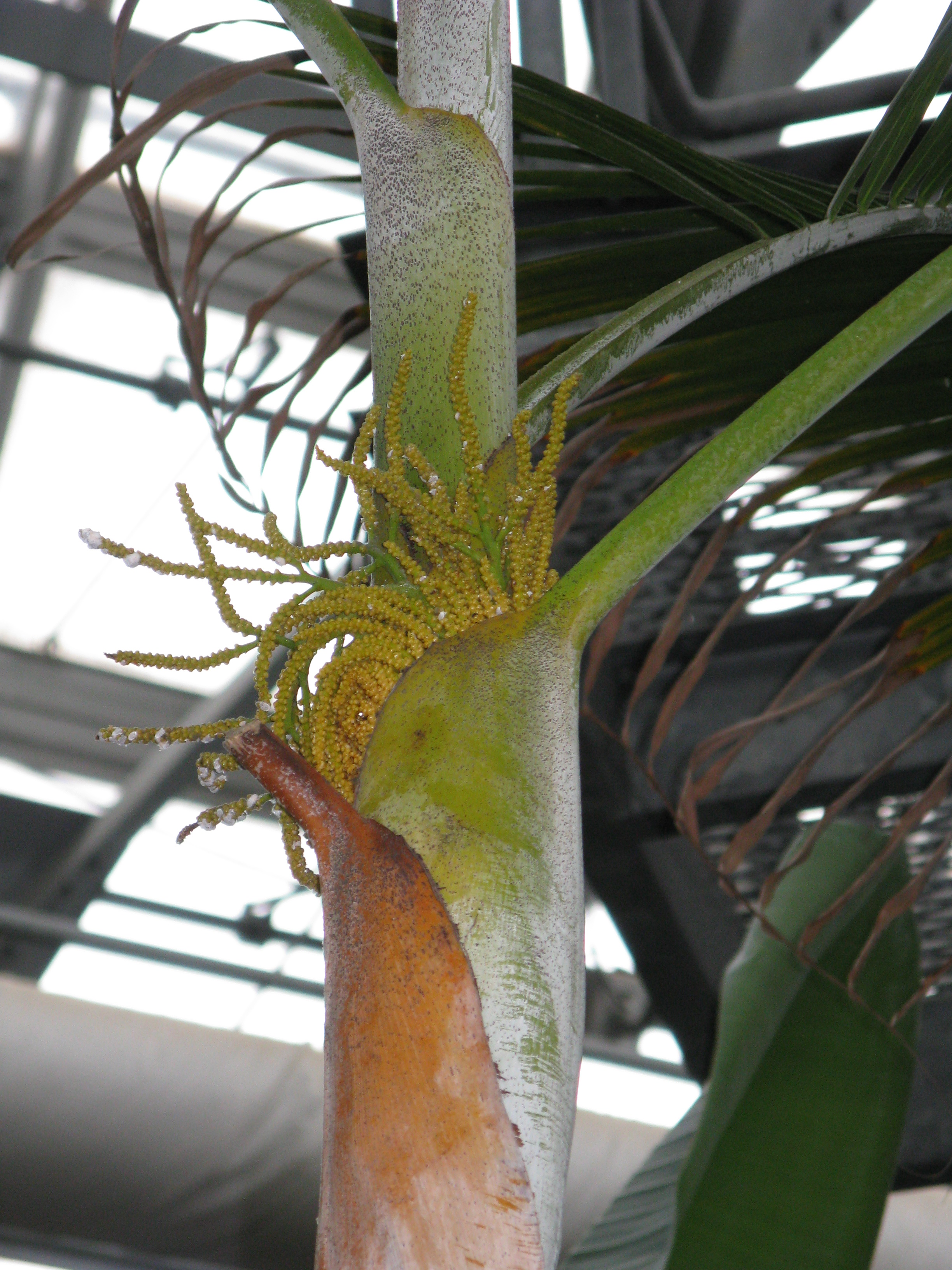
Tronco
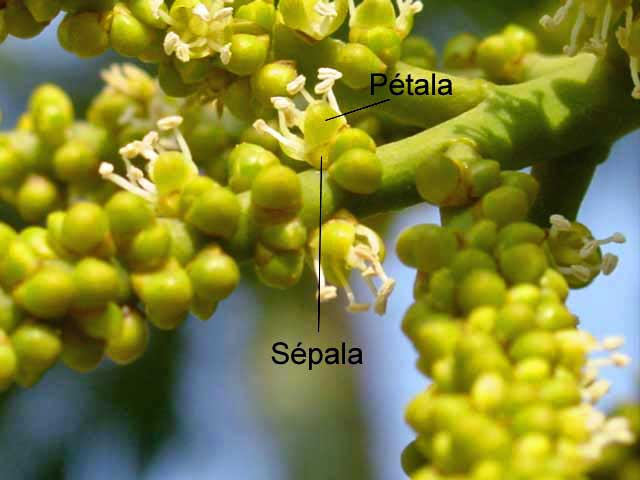
Flores
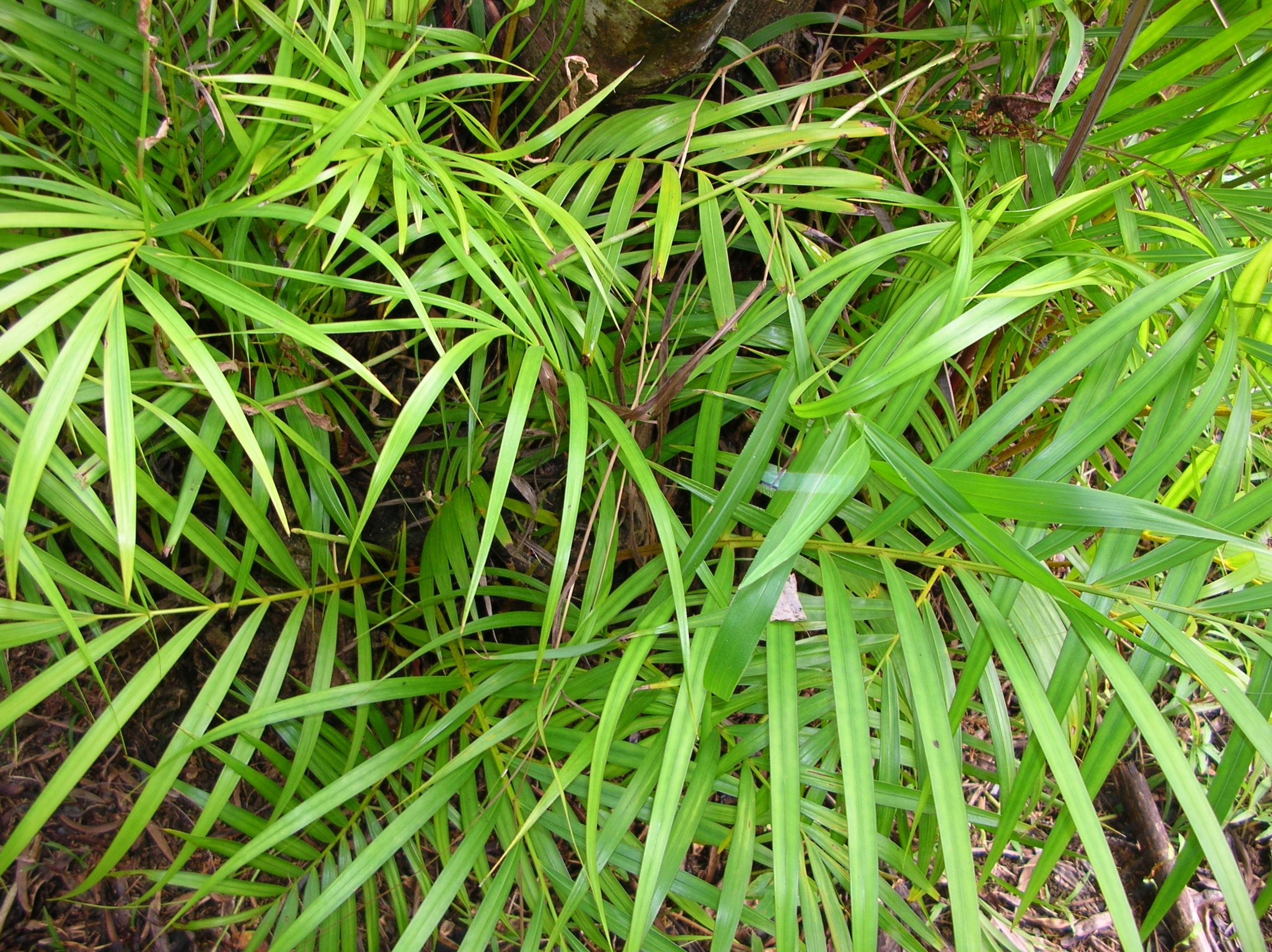
Hojas
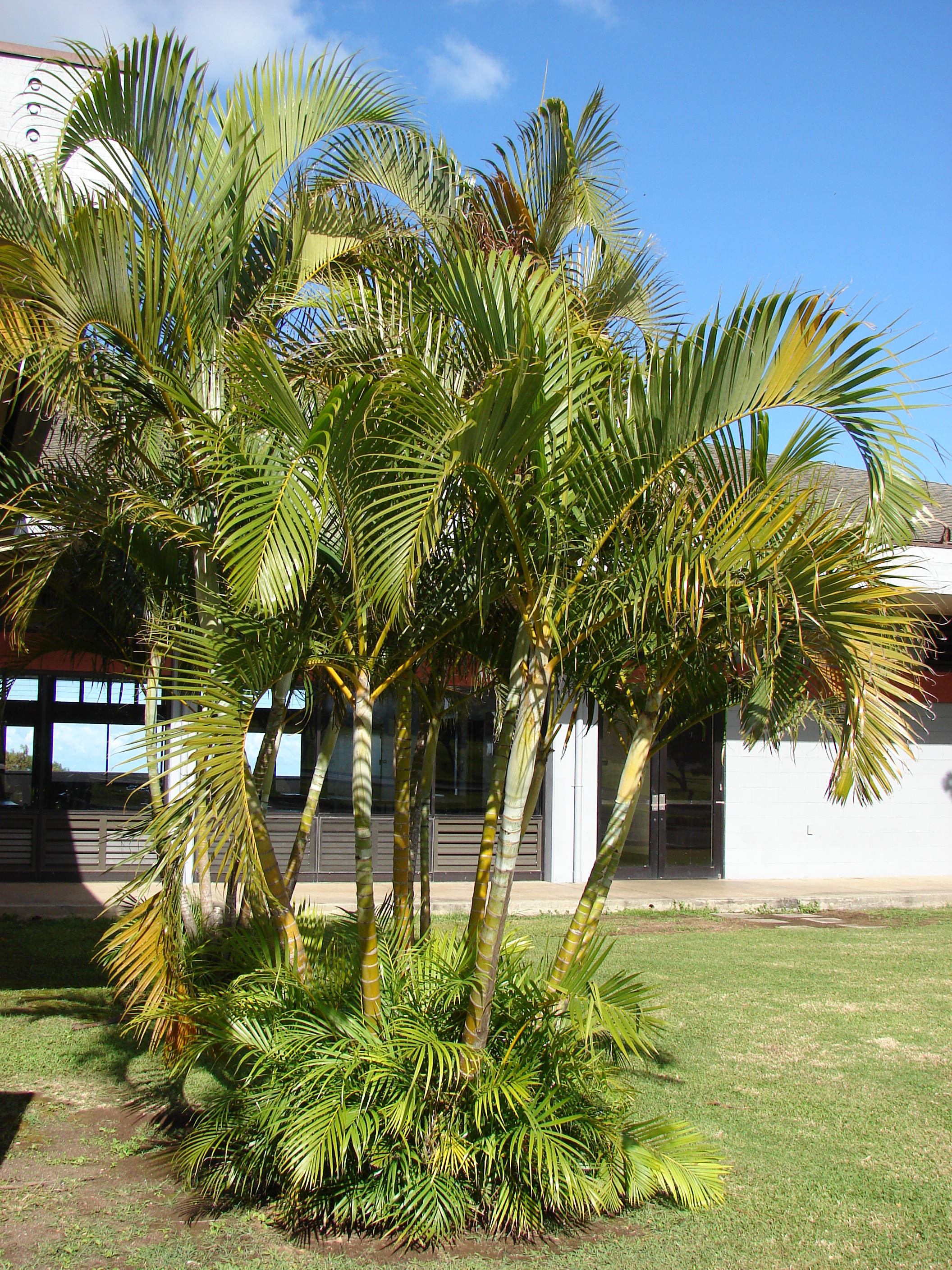
Planta
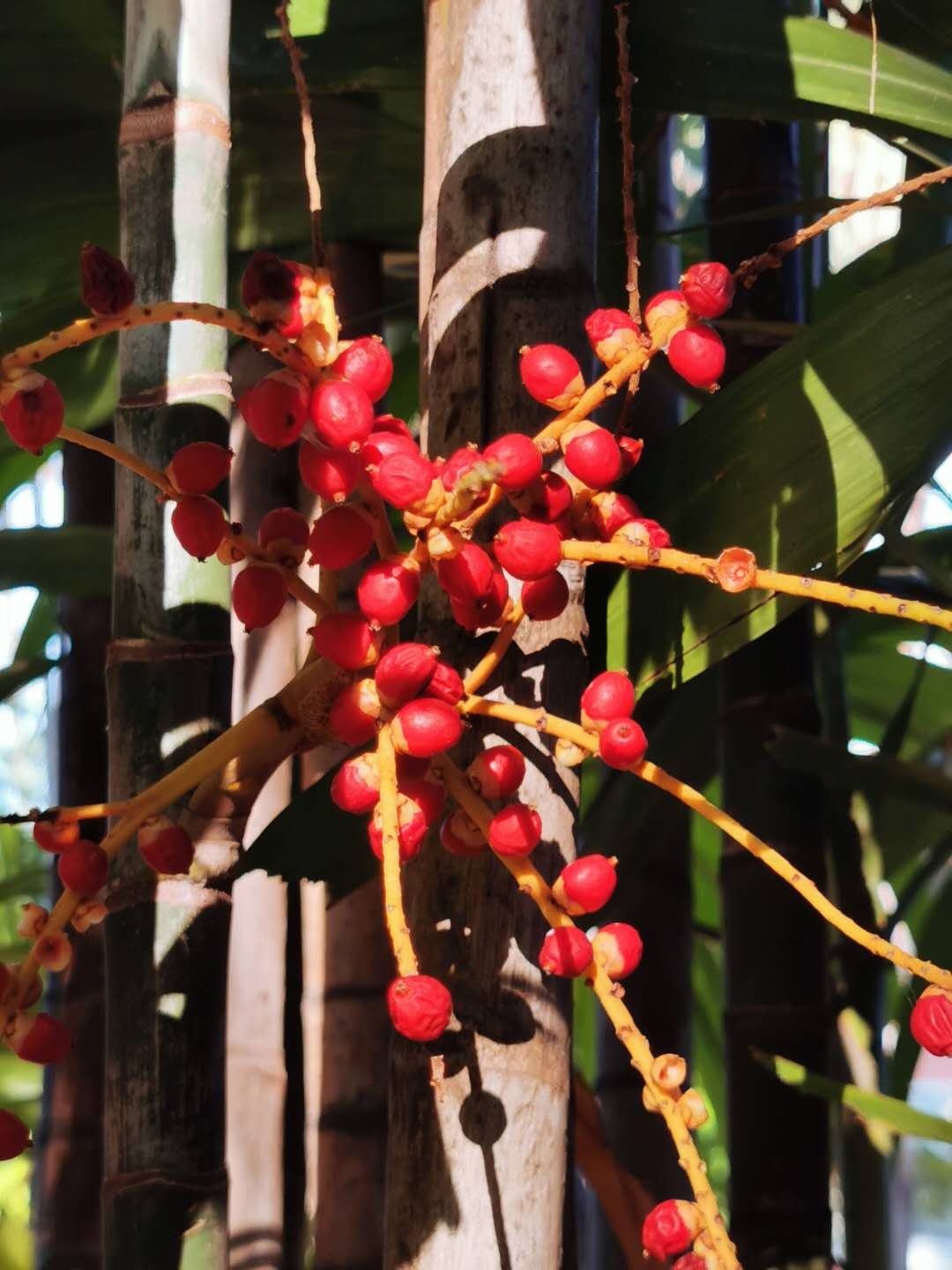
Frutas